# Dmitrij Abramowicz
Dmitrij Iwanowicz Abramowicz, ros. Дмитрий Иванович Абрамович (ur. 26 lipca 1873 w Gulewiczach w guberni wołyńskiej, zm. 4 marca 1955 w Wilnie) – ukraiński  historyk literatury i literaturoznawca, filolog, paleograf, wykładowca akademicki, publicysta i pisarz, współpracownik cerkwi prawosławnej podczas II wojny światowej

## Życiorys
Ukończył wołyńskie seminarium duchowne, a następnie akademię duchowną w Sankt Petersburgu. Od 1893 stał na czele katedry języka rosyjskiego i cerkiewnosłowiańskiego oraz katedry literatury rosyjskiej w akademii. W 1896 napisał książkę pt. "Нестор-летописец". Od 1909 uczył historii literatury rosyjskiej, języka cerkiewnosłowiańskiego i paleografii na wyższych kursach kobiecych, wyższych kursach pedagogicznych Towarzystwa Pedagogiki Eksperymentalnej i innych. Otrzymał Order Świętej Anny 2 klasy i Order Św. Stanisława 3 klasy. Od 1910 był współpracownikiem wydziału rękopiśmiennego biblioteki publicznej w Sankt Petersburgu. W tym czasie pod jego redakcją ukazał się zbiór prac Michaiła J. Lermontowa, a następnie prace staroruskiej literatury i piśmiennictwa, jak "Пролог", czy "Четьи-Минеи". W 1916 wydał publikację pt. "Житие святых мучеников Бориса и Глеба". Po rewolucji październikowej brał udział w pracach oddziału historyczno-filologicznego Akademii Nauk Ukrainy, publikując szereg artykułów literaturoznawczych. W 1918 r. wydał pracę pt. "Записку о каталогизации русских книг имп. Публичной библиотеки". W 1919  został profesorem uniwersytetu w Piotrogrodzie, zaś w 1920 instytutu archeologicznego. W 1921 został członkiem Akademii Nauk ZSRR. Objął funkcję głównego bibliotekarza głównej biblioteki publicznej w Piotrogrodzie. W 1924 ukazał się jego pamflet o twórczości Iwana S. Turgieniewa pt. "Необыкновенная история". W czerwcu 1927 został aresztowany przez OGPU, otrzymując karę 5 lat pobytu w łagrach. Osadzono go na Sołowkach. Od 1939 wykładał w instytucie pedagogicznym w Smoleńsku. Był współautorem "Словаря древнерусского языка XI-XVII вв.". Po ataku wojsk niemieckich na ZSRR 22 czerwca 1941 pozostał w mieście. W 1942 zaangażował się w działalność cerkwi prawosławnej na okupowanych terenach radzieckich. Wszedł w skład grupy inteligentów smoleńskich, zorganizowanej przy Soborze Uspieńskim, która pod koniec marca 1943 została przekształcona w komitet eparchialny ds. oświecenia religijnego. Ponadto prowadził wykłady ze swoich specjalności dla ludności cywilnej. Po zakończeniu wojny wykładał historię języka rosyjskiego na uniwersytecie w Wilnie. Współtworzył "Словар древнерусского языка XI—XVII вв.". Był też autorem licznych artykułów w prasie specjalistycznej. Twórczość prof. D. I. Abramowicza liczy ogółem ponad 200 różnego rodzaju prac, słowników, zbiorów twórczości, publikacji.